# Notopontia stephanieae
Notopontia stephanieae is een eenoogkreeftjessoort uit de familie van de Leptopontiidae. De wetenschappelijke naam van de soort is voor het eerst geldig gepubliceerd in 1977 door Bodiou.